# Harcerz Rzeczypospolitej (czasopismo)
Harcerz Rzeczypospolitej – krakowskie czasopismo instruktorów harcerskich o zasięgu ogólnopolskim, wydawane początkowo jako miesięcznik (obecnie kwartalnik).
Pierwotnie ukazywał się w latach 1981–1989 w Krakowie, nakładem Chorągwi Krakowskiej ZHP, a następnie Harcerskiej Oficyny Wydawniczej. W tym czasie był jednym z niewielu pism harcerskich ukazujących się oficjalnie, a mimo to zachowujących krytycyzm wobec władz związku i jednoczących wiele nurtów opozycji i odnowy ZHP. Niejednokrotnie na łamach „HR” ukazywały się po raz pierwszy materiały o nowych organizacjach harcerskich w Polsce, o Białej Służbie i pielgrzymkach harcerskich do papieża i jego homilie dla harcerstwa. Forum Harcerza Rzeczypospolitej, istniejące przy redakcji sformułowało przed XXVIII Zjazdem ZHP w Bydgoszczy w 1990 rewolucyjne propozycje zmian w związku, zawarte we własnym projekcie statutu, opublikowanym w zjazdowym numerze „HR”. Pismo reprezentowało stanowisko reformowania ZHP od wewnątrz, bez rozbijania organizacji, stojąc na gruncie powrotu do metodyki skautowej i tradycyjnego prawa i przyrzeczenia harcerskiego. Drugim nurtem pracy redakcyjnej były opracowania metodyczne, propozycje dla ruchu starszoharcerskiego i odkłamywanie historii ZHP.
W HR publikowali: Jarosław Balon, Krzysztof Blusz, Marian Bubak, Olgierd Fietkiewicz, Andrzej Glass, Wojciech Hausner, Marek Kudasiewicz, ks. Kazimierz Kułakowski, Iwona Maciejowska, Bogusław Molenda, Andrzej Mróz, Piotr Niwiński, Ryszard Pacławski, Stanisław Porębski, Paweł Raj, Kazimierz B. Schutterly, Jadwiga Skiba, Sławomir Sprawski, Bogusław Śliwerski, Wojciech Śliwerski, Tadeusz Wyrwalski, Zofia Zakrzewska, Andrzej Ziębliński i wielu innych. Autorzy publikujący w „HR” wydali blisko 50 nowatorskich pozycji książkowych, uwspółcześniając tradycyjne rozwiązania metodyczne w oparciu o osiągnięcia światowej pedagogiki.
Z rozpoczęciem epoki internetu tradycję „Harcerza Rzeczypospolitej” kontynuował Krakowski Portal Harcerski „HR”.
Od 2008 funkcjonuje jako internetowe czasopismo (do 2010 dwumiesięcznik, od 2011 kwartalnik, z okazjonalnymi wydaniami drukowanymi), związane z Kręgiem Płaskiego Węzła.